# Всеволодівка
Все́володівка — село в Україні, у Луцькому районі Волинської області. Входить до складу Луцької міської громади. Населення становить 30 осіб.

## Історія
У 1906 році колонія Лаврівської волості Луцького повіту Волинської губернії. Відстань від повітового міста 8 верст, від волості 12. Дворів 58, мешканців 241.
До 23 грудня 2016 року село підпорядковувалось Заборольській сільській раді Луцького району Волинської області.
З 23 грудня 2016 року до 12 червня 2020 року у складі Заборольської сільської громади.
12 червня 2020 року, згідно з розпорядженням Кабінету Міністрів України  № 708-р, село увійшло до складу Луцької міської громади.

## Населення
Згідно з переписом УРСР 1989 року чисельність наявного населення села становила 33 особи, з яких 12 чоловіків та 21 жінка.
За переписом населення України 2001 року в селі мешкало 30 осіб. 100 % населення вказало своєю рідною мовою українську мову.